# Lakshmi Narayan Ray
Lakshmi Narayan Ray fue un diplomático de carrera indio.
- El abril de 1948 al Servicio de la exterior y tuvo su formación hasta abril de 1951.
- De abril de 1951 a febrero de 1952 fue Agregado en el Ministerio de Asuntos Exteriores (India).
- De abril de 1952 a junio de 1953 fue segundo secretario de la Legación en Estocolmo.
- Del 06 1953 a abril de 1955 fue segundo secretario de embajada en Bonn, en abril Fue ascendido a primer Secretario y ocupó el cargo hasta octubre de 1956.
- De febrero de 1957 a abril de 1960 fue primer Secretario de embajada en Teherán.
- De julio de 1960 a diciembre de 1961, fue Secretario Adjunto en Ministerio de Asuntos Exteriores (India).
- De febrero de 1962 a agosto de 1963, a marzo de 1965, como Consejero.
- De mayo de 1965 a diciembre de 1968 fue enviado en El Cairo bajo el embajador Apa Sahib.
- De abril de 1969 a diciembre de 1970 fue Alto Comisionado en Puerto España (Trinidad y Tobago).
- De enero de 1971 a noviembre de 1971 fue oficial de los estudiantes en el National Defence College (India).
- De 1973 a 1976 fue Alto Comisionado en Wellington.7
- De marzo de 1977 al 28 de diciembre de 1977 fue secretario Adjunto del Ministerio de Asuntos Exteriores (India).
- De 28 de diciembre de 1977 a 1980 fue embajador en Manila(Filipinas).[1]